# Lithacodia vexillifera
Lithacodia vexillifera är en fjärilsart som beskrevs av Emilio Berio 1976/77. Lithacodia vexillifera ingår i släktet Lithacodia och familjen nattflyn. Inga underarter finns listade i Catalogue of Life.